# Église Santa Maria del Rosario a Portamedina

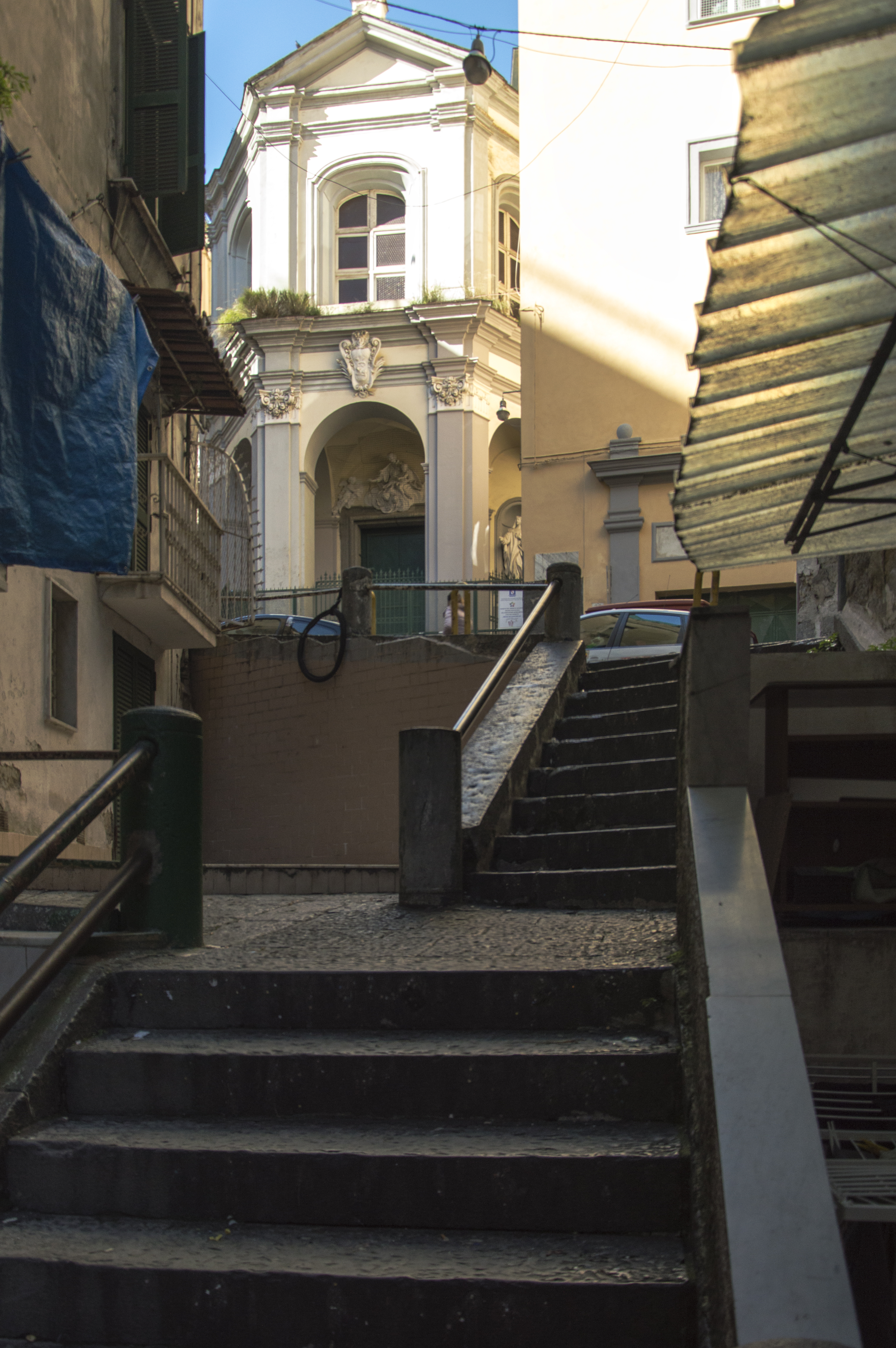
Façade de l'église.

L'église Santa Maria del Rosario a Portamedina (Sainte-Marie-du-Rosaire-de-Portamedina), connue aussi comme église Santa Giovanna d'Arco (Sainte-Jeanne-d'Arc) ou Rosariello a Portamedina (du Petit-Rosaire-de-Portamedina)  est une église du centre historique de Naples, située via Rosario a Portamedina dans les Quartiers Espagnols (Quartieri Spagnoli).

## Histoire
La fondation de l'église remonte à 1568 par la congrégation laïque du Saint-Esprit, on y ajoute un couvent avec un cloître au XVIIe siècle tenu par les dominicains. Entre 1724 et 1742, elle est remaniée. Ce dernier remaniement concerne la décoration intérieure avec des stucs baroques et l'extérieur dans le goût baroque tardif, probablement grâce à l'intervention de Domenico Antonio Vaccaro et de son école.
En 1929, le couvent des dominicains passe aux religieuses de la Compagnie de Marie qui en font une école reconnue officiellement en 1937. Elle a été profondément modifiée et modernisée au cours du XXe siècle.

## Description
La façade caractéristique apparaît entre les rues étroites du quartier avec un portique orné de stucs a plan semi-hexagonal soutenu par une arcade en plein cintre (qui renferme la tribune de chant). Le portail est surmonté d'un groupe sculpté rococo montrant Notre-Dame du Rosaire assise avec l'Enfant Jésus entourée de deux angelots.
L'intérieur est à plan central avec deux chapelles de chaque côté, le chœur et l'abside rectangulaire. La nef et les chapelles sont recouvertes de voûtes et il n'y a pas de coupole.
À quelques mètres de distance, près de l'église, se trouve l'ancien couvent devenu une école privée, l'Istituto Giovanna d'Arco. Le cloître datant du XVIe siècle est de plan carré avec trois arcades de chaque côté. Il a été entièrement remanié au XIXe siècle, comme le couvent. L'église qui sert de chapelle à l'école n'est pas ouverte au public.

## Source de la traduction
- (it) Cet article est partiellement ou en totalité issu de l’article de Wikipédia en italien intitulé « Chiesa di Santa Maria del Rosario a Portamedina » (voir la liste des auteurs).